# Alsórajk
Alsórajk ist eine ungarische Gemeinde im Kreis Nagykanizsa im Komitat Zala.

## Geografische Lage
Alsórajk liegt 22 Kilometer nördlich der Kreisstadt Nagykanizsa und acht Kilometer südlich der Stadt Pacsa. Nachbargemeinden sind Felsőrajk im Norden und Kilimán im Süden.

## Söhne und Töchter der Gemeinde
- Zsigmond Kisfaludi Strobl (1884–1975), Bildhauer
- Jenőné Bukovszki (* 1953), Fußballspielerin

## Sehenswürdigkeiten
- Kruzifix
- Römisch-katholische Kirche Limai Szent Róza
- Sándor-Petőfi-Büste, erschaffen 1967 von Zsigmond Kisfaludi Strobl
- Zsigmond-Kisfaludi-Strobl-Gedächtnisraum (Kisfaludi Strobl Zsigmond Emlékszoba)

## Verkehr
Durch Alsórajk verläuft die Nebenstraße Nr. 7527. Es bestehen Busverbindungen über Felsőrajk nach Pacsa und nach Pötréte sowie nach Nagykanizsa. Der nächstgelegene Bahnhof befindet sich knapp drei Kilometer nordwestlich in Felsőrajk.